# Lex Trebonia
Droit romain et lois romaines
Leges Valeriae Horatiae
(449 av. J.-C.) Lex Canuleia
(445 av. J.-C.)
La Lex Trebonia est une loi romaine présentée et votée en 448 av. J.-C. par l'intermédiaire du tribun de la plèbe Lucius Trebonius Asper. Cette loi modifie les modalités d'élection des tribuns de la plèbe, la procédure se poursuivant jusqu'à ce que dix tribuns soient élus par le concile plébéien.

## Contexte
En 449 av. J.-C., le collège des tribuns de la plèbe organise les élections pour l'année suivante. Le tribun Marcus Duillius, qui est peut-être un des auteurs des Leges Valeriae Horatiae, préside les élections qui s'achèvent par l'élection de seulement cinq tribuns sur les dix places disponibles. Selon la loi précisant que « si dans un jour d’élection on n’avait pas pu élire le nombre complet des tribuns, ceux qui auraient été élus les premiers seraient en droit de nommer leurs collègues », il laisse les tribuns nouvellement élus nommer les cinq derniers collègues. Les tribuns suivent la volonté du Sénat patricien et nomment notamment deux anciens consuls, Spurius Tarpeius Montanus Capitolinus et Aulus Aternius Varus Fontinalis, que Tite-Live prétend patriciens mais qui sont considérés comme deux des « consuls plébéiens » des débuts de la République romaine.

## Passage de la loi
Lucius Trebonius, un des cinq premiers tribuns élu, s'oppose seul au choix des cinq derniers tribuns, y voyant une manœuvre réussie du Sénat pour contrôler le tribunat plébéien. Il fait alors voter une loi par laquelle il est décidé « que le magistrat qui proposerait au peuple la création des tribuns serait obligé d’en poursuivre l’élection dans toutes les assemblées suivantes, jusqu’à ce que le nombre des dix tribuns fût rempli par les suffrages du peuple ». Cette loi fait perdre aux tribuns qui sont élus les premiers le droit de nommer eux-mêmes leurs collègues (cooptatio),. Lucius Trebonius poursuit une lutte ouverte contre les patriciens durant le reste de son tribunat, ce qui lui vaut son surnom d'Asper.
Tite-Live mentionne à nouveau la Lex Trebonia pour l'année 402 ou 401 av. J.-C.. Selon lui, les patriciens tentent alors d'occuper des places vacantes du tribunat de la plèbe avec dans un premier temps des candidats de leur ordre, puis finalement en faisant élire des plébéiens qui leur sont dévoués, ce qui constitue une sérieuse atteinte à la Lex Trebonia.